# フナブ・クー
フナブ・クー（Hunab Ku）は、後古典期から初期植民地時代におけるユカタン半島のマヤ人の神話に登場する創造神。その名は「唯一なる神」を意味する。
フナブ・クーがいかなる神であるかは文献によって異なる。ある文献ではフナブ・クーは最初の創造神であり、イツァムナーの父であるとする。しかし多くの文献ではフナブ・クーはイツァムナーの別名に過ぎないことを示唆する。あるいはフナブ・クーはキリスト教の神の影響によって成立した存在で、マヤの伝統的な信仰からキリスト教への信仰の変化を表すものかもしれない。スペイン人の到来以前の文献や芸術にフナブ・クーが存在しないことはこれを裏付けする。
マヤ神話ではフナブ・クー以外にも創造神はいるが、それら全てを凌ぐ存在とされる。
自然の力、または運命や偶然といったもの全てを表し、そのため無形とされている。
形のない神であるため、彫像や絵画で表されることはほとんどないが、マヤの絵文書の中で、まれに猟師の姿であらわされるという。